# Araneus anjonensis
Araneus anjonensis là một loài nhện trong họ Araneidae.
Loài này thuộc chi Araneus. Araneus anjonensis được Ehrenfried Schenkel-Haas miêu tả năm 1963.